# 古楚利夫卡
48°25′36″N 25°7′4″E / 48.42667°N 25.11778°E
古楚利夫卡（烏克蘭語：Гуцулівка），是烏克蘭的村落，位於該國西部伊萬諾-弗蘭科夫斯克州，由科索夫區負責管轄，面積4.71平方公里，2001年人口210，人口密度每平方公里44.59人。